# Международный аэропорт имени сэра Серетсе Кхамы
Международный аэропорт имени сэра Серетсе Кхамы (англ. Sir Seretse Khama International Airport) (ИАТА: GBE, ИКАО: FBSK) — главный международный аэропорт Ботсваны, расположенный в 15 км к северу от центра Габороне, столицы страны. Аэропорт назван в честь сэра Серетсе Кхамы, первого президента Ботсваны. Он был открыт в 1984 году для обслуживания региональных и международных перевозок. Аэропорт имеет самый большой пассажиропоток в стране. В 2017 году в аэропорту была открыта особая экономическая зона, в которой разместился офис управления гражданской авиации Ботсваны, Инновационный центр Ботсваны и центр торговли алмазами.

## Авиакомпании и направления
↑ Ethiopian Airlines выполняет рейсы из Габороне в Аддис-Абебу с остановкой в Виктории-Фолс, но она не имеет права брать пассажиров на участке от Габороне до Виктории-Фолс и обратно.

## Статистика
Данные из запроса в Викиданные.
| Год     | Пассажиропоток | Прим. |
| ------- | -------------- | ----- |
| 2014/15 | 740 733        | [ 6 ] |
| 2015/16 | 727 912        | [ 6 ] |
| 2022/23 | 117 227        | [ 2 ] |

## Военная база
В аэропорту базируется VIP-отряд авиакрыла Сил обороны Ботсваны.

## Галерея

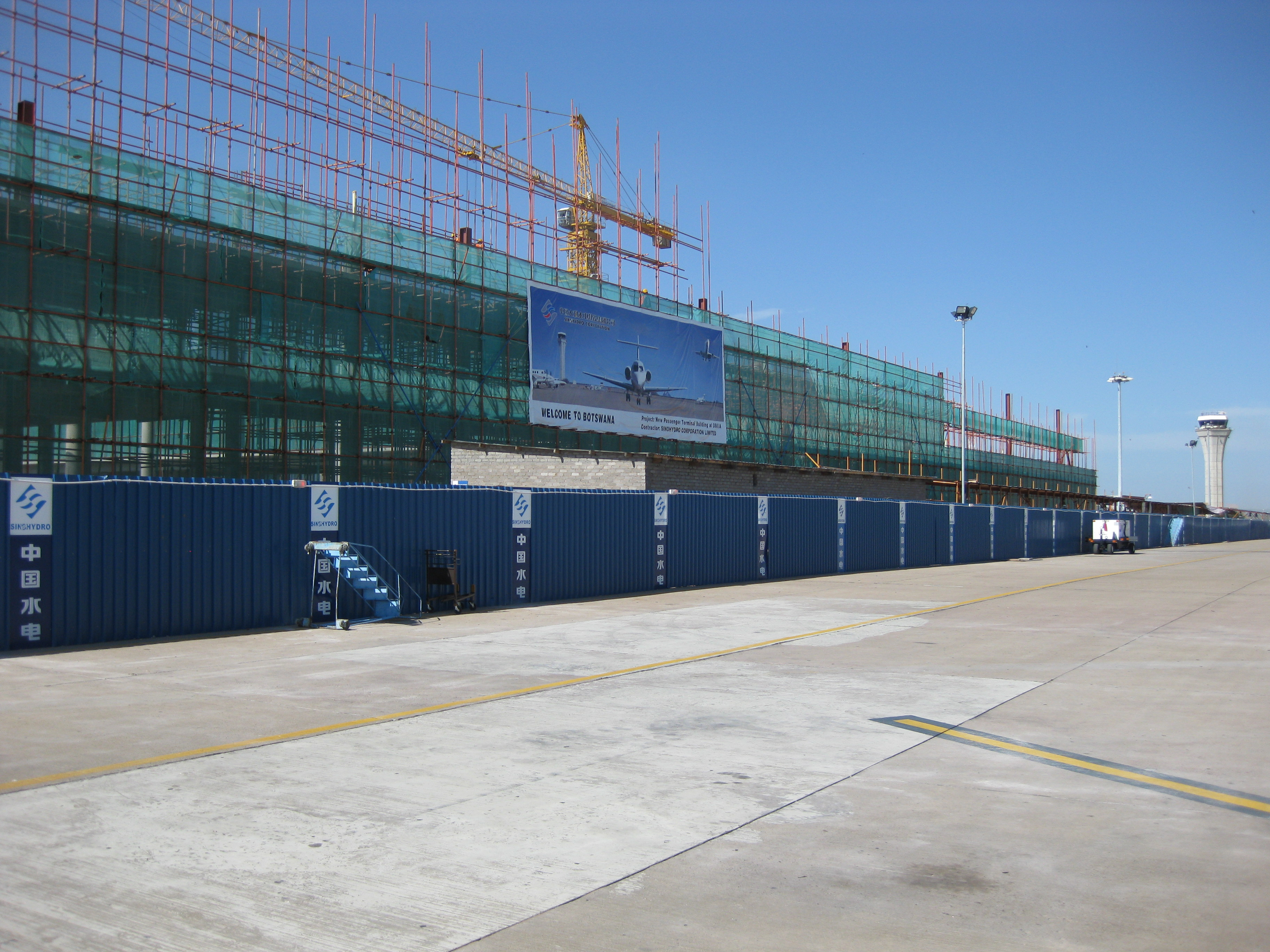
Строительство нового терминала
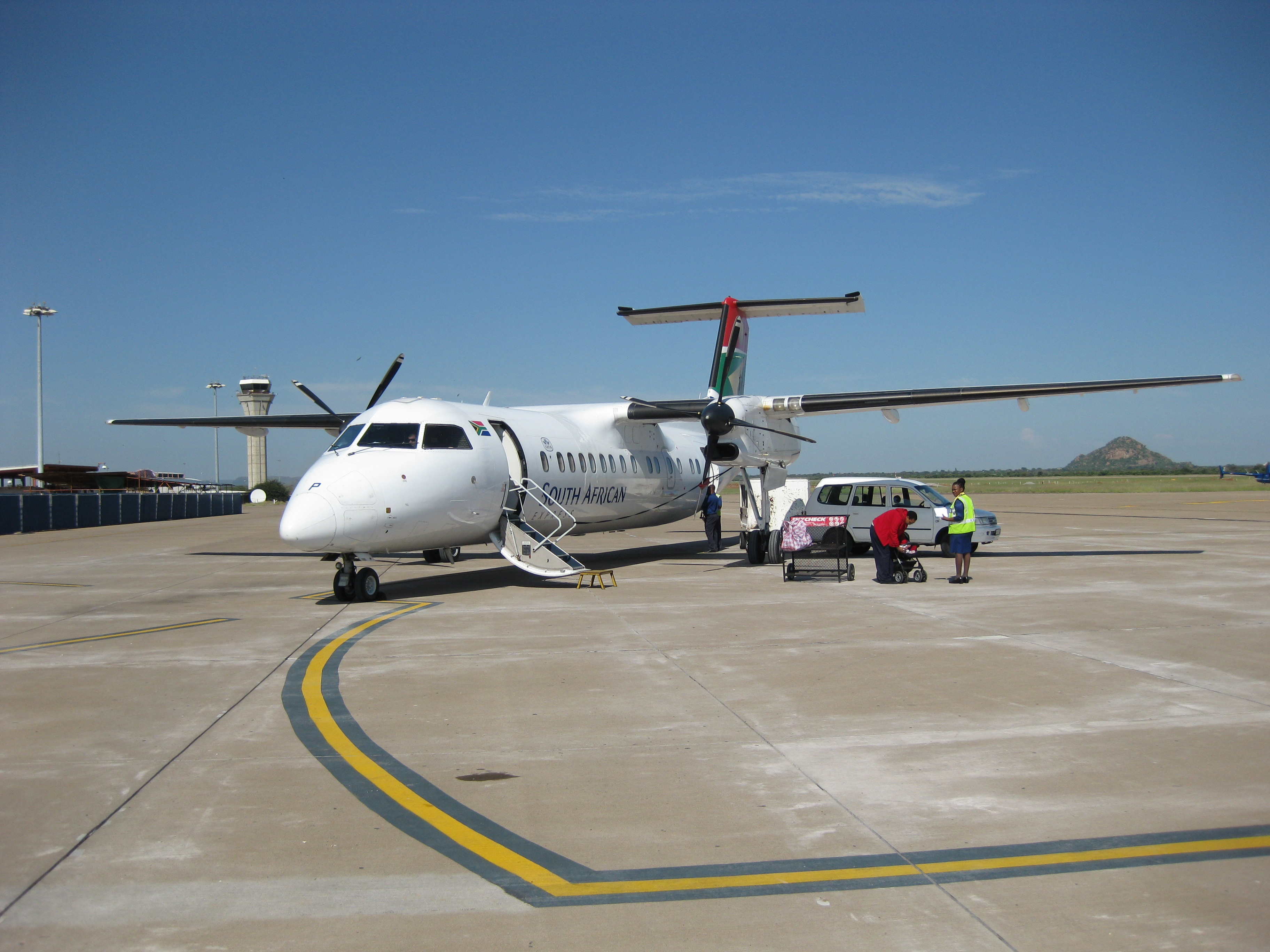
Самолет South African Airways в аэропорту
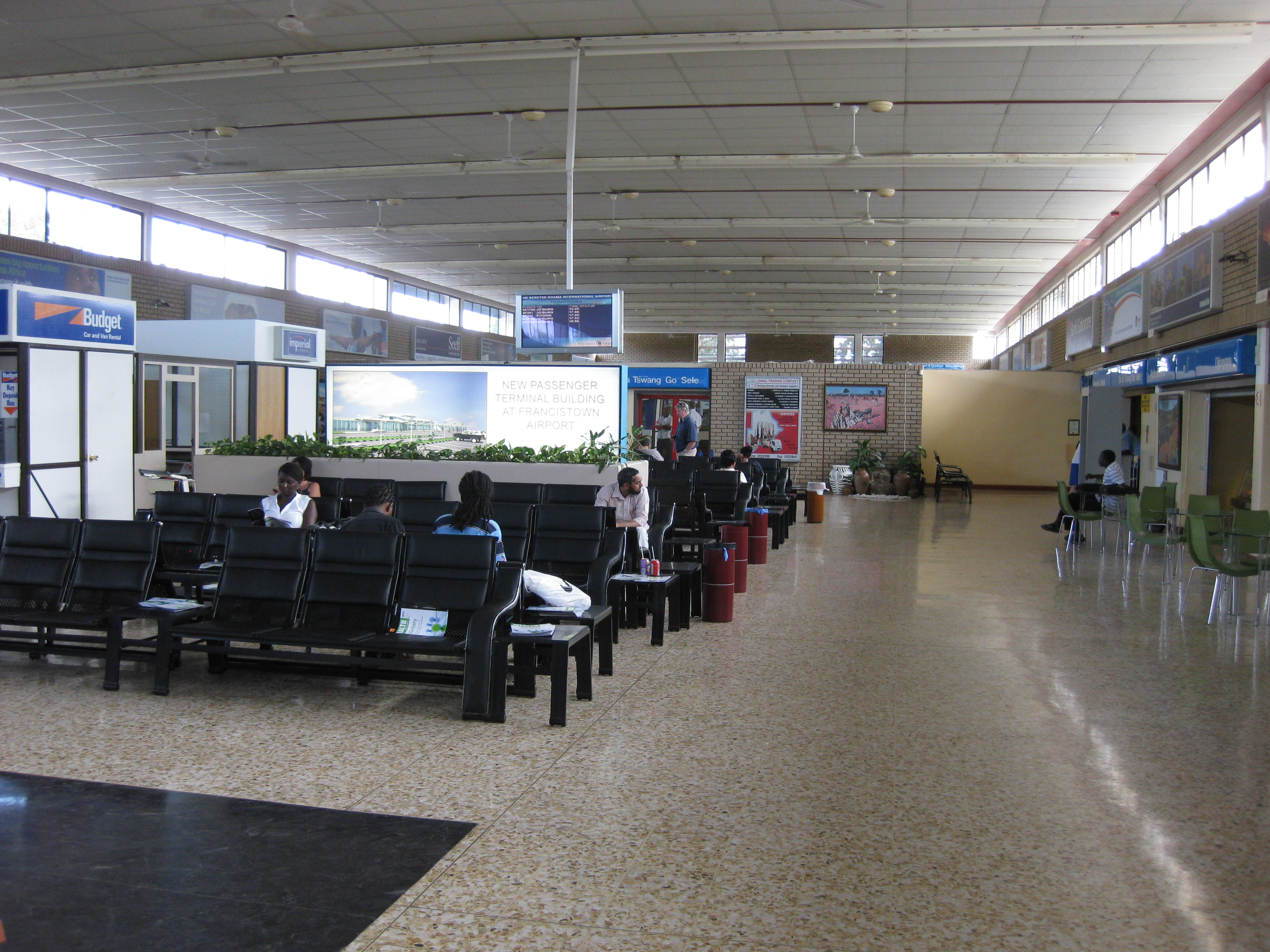
Интерьер терминала аэропорта
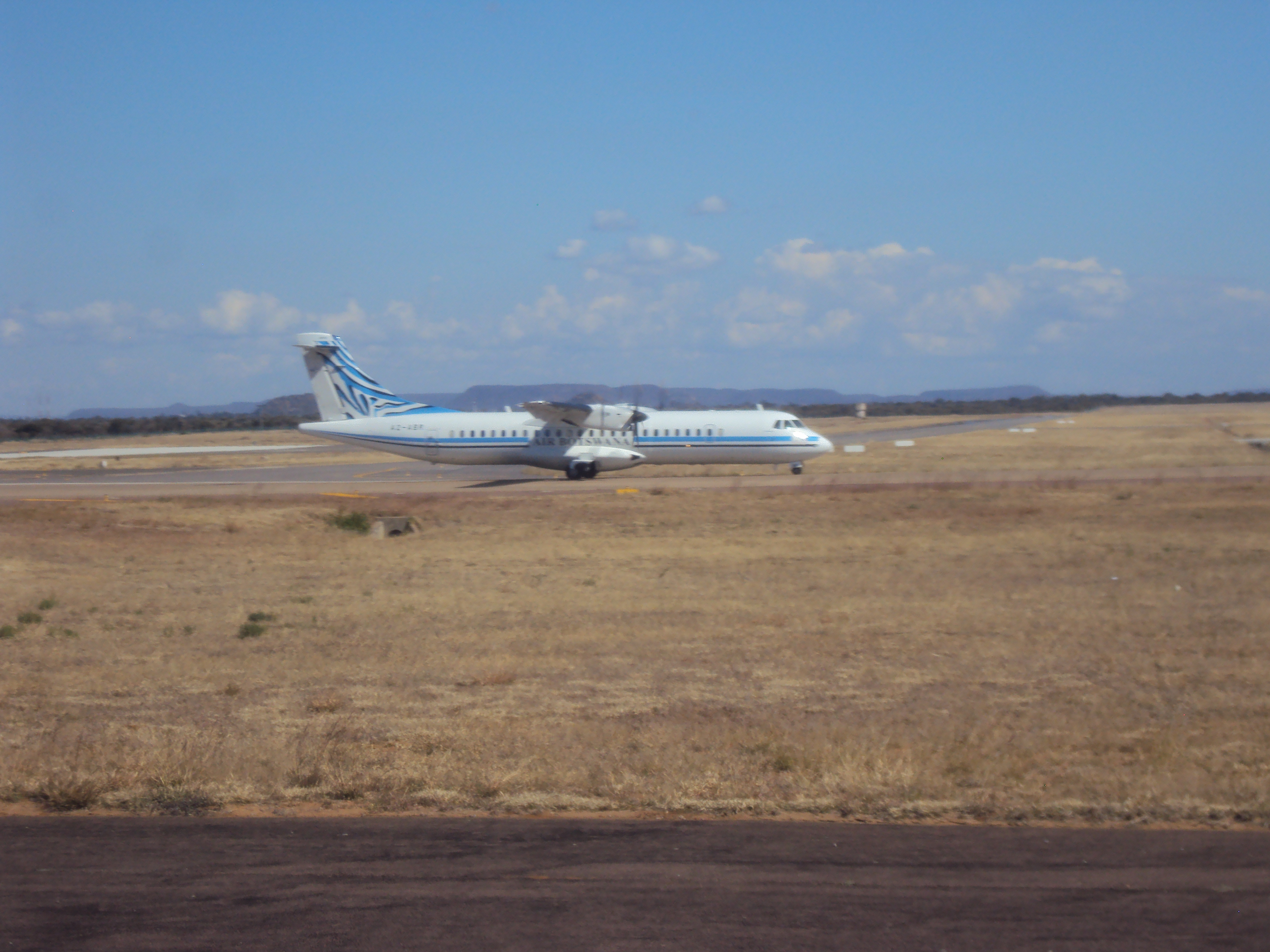
Самолет Air Botswana в аэропорту

## Авиакатастрофы и происшествия
- 11 октября 1999 года пилот Air Botswana угнал самолёт ATR 42-320 и намеренно направил его к двум самолётам того же типа, которые были припаркованы на взлетно-посадочной полосе. Перед этим он около двух часов кружил над аэродромом и среди прочего требовал разговора с президентом Фестусом Могае, который, в тот момент находился за границей. Пилот погиб при ударе[7]. Источники в авиакомпании сообщали, что пилот был отстранён от работы по медицинским показаниям, отказался от восстановления и был повторно отстранён до февраля 2000 года. Деятельность Air Botswana была парализована, поскольку у авиакомпании временно оставался только один самолёт — BAe 146, который также не использовался из-за технических проблем[8].